# Vincenzo Galilei

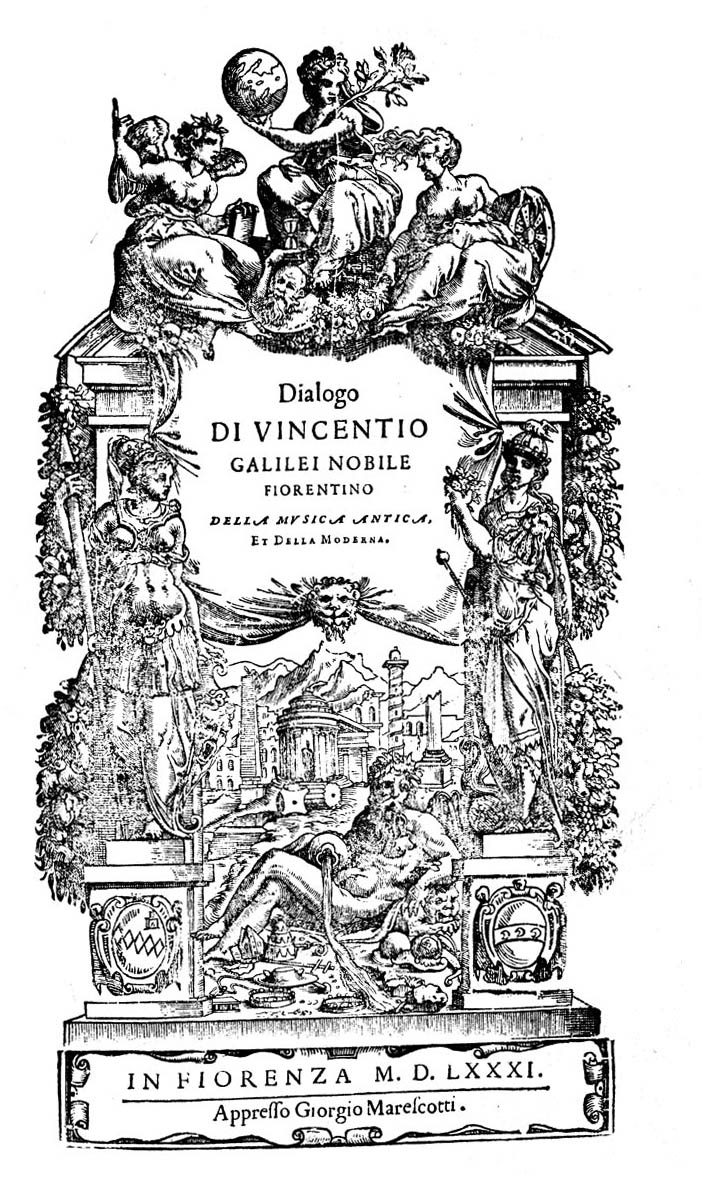
Della musica antica et della moderna, 1581

Vincenzo Galilei (Santa Maria a Monte, 1520 circa – Firenze, 2 luglio 1591) è stato un compositore, teorico musicale e liutista italiano, nonché padre del famoso astronomo e fisico Galileo Galilei e del liutista Michelangelo Galilei con il quale viaggiò spesso all'estero. Fu uno dei membri più brillanti e attivi della Camerata fiorentina dei Bardi. Entrò in conflitto con la tradizione classica sostenuta dal suo maestro Zarlino, che attribuiva la consonanza tra tutti i suoni al controllo delle proporzioni numeriche; con il suo Discorso intorno all'Opera di Messer Gioseffo Zarlino da Chioggia e il Dialogo della musica antica e della moderna, propose di ritornare alla melodia monodica contro l'imperante polifonia contrappuntistica.

## Biografia
Fu una delle figure più importanti nella vita musicale del tardo Rinascimento e contribuì in maniera significativa all'evoluzione delle teorie e della pratica musicale del tempo.
Galilei fu un eccellente liutista; fece parte della Camerata del conte Giovanni Bardi, un gruppo di poeti, musicisti e intellettuali guidati dal conte stesso, che aveva tra i suoi accoliti anche l'insigne studioso di musica della Grecia antica Girolamo Mei. Galilei fu inviato dal conte Bardi a Venezia per studiare con Gioseffo Zarlino, il più importante teorico musicale del XVI secolo.

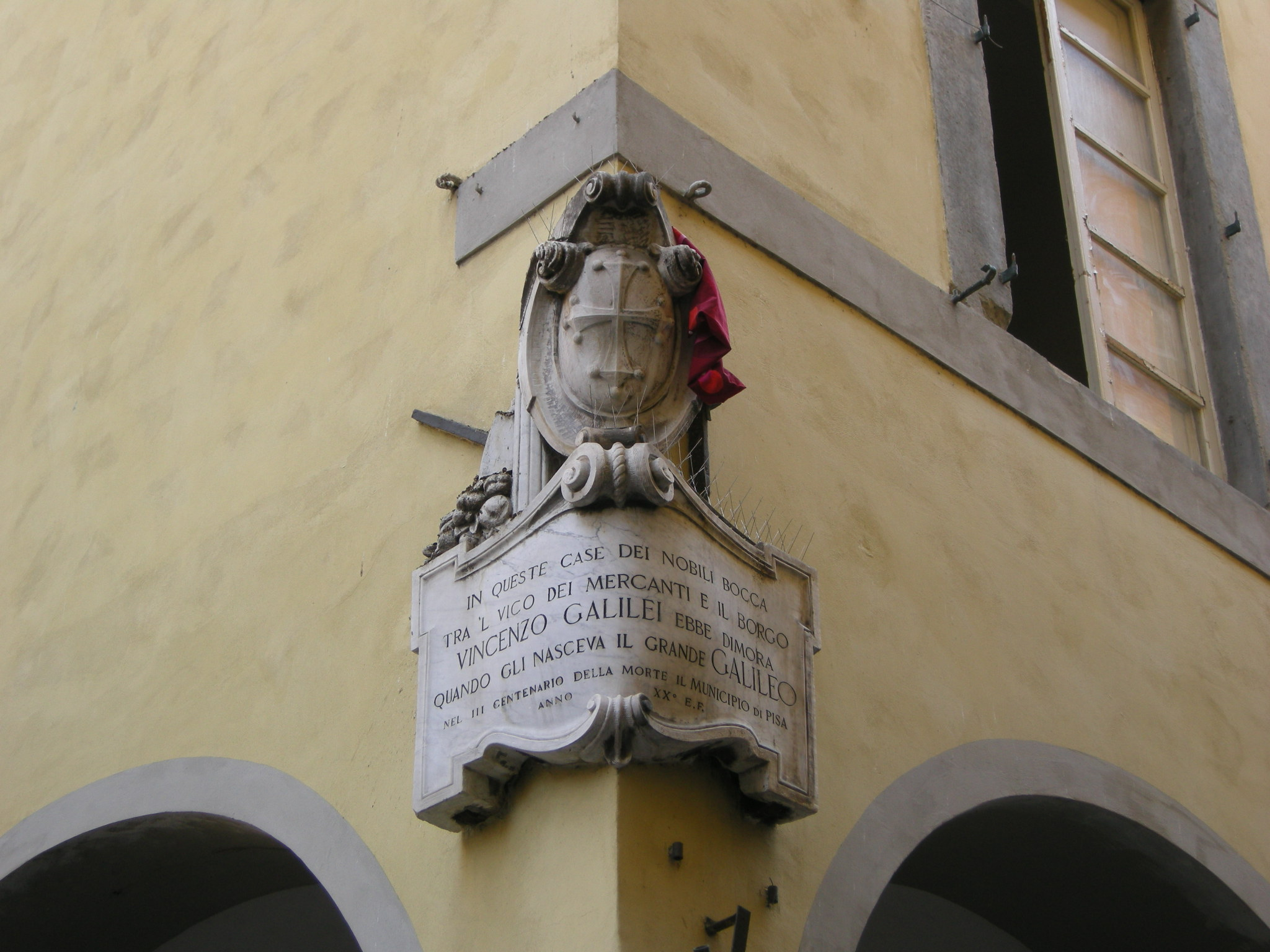
Lapide posta nell'antica casa dove visse Vincenzo Galilei a Pisa

Il 9 luglio 1563 Vincenzo prende in locazione una casa in Via dei Mercanti a Pisa da Giuseppe Bocca (Palazzo Bocca) mentre, tra coloro con cui era in affari, spicca il nome del patrizio pisano Iacopo della Seta, membro dell'Accademia degli Svegliati.
Negli anni dal 1570 al 1580 si occupò di teoria musicale; i suoi studi si svilupparono sul trattamento delle consonanze e dissonanze. Questi studi furono le basi fondamentali su cui si sviluppò poi la musica barocca.
Fece altresì scoperte, nel campo della fisica acustica, sulla vibrazione delle corde e delle colonne d'aria. È possibile che egli, stabilendo la relazione esistente fra la tensione di una corda e la frequenza della sua vibrazione, sia stato il primo a scoprire la legge fisica della non linearità.
Ma in quel tempo, l'espressione da noi ben conosciuta come "legge della fisica" fu la chiave del problema. Se Galilei fece questa scoperta e la espresse usando il linguaggio della matematica, questa sarebbe un'importante generalizzazione dell'antica scoperta dei pitagorici sul fatto che i numeri interi (matematica) determinino le scale armoniche. E se tutte le relazioni musicali e le misurazioni fisiche negli strumenti potessero essere definite matematicamente, l'assunto enunciato da suo figlio Galileo, che tutte le relazioni fisiche di ogni tipo possono essere definite matematicamente, seguirebbe come la più naturale conseguenza.
Galilei compose due libri di madrigali, musica per liuto e numerosi brani per voce e liuto; quest'ultimo genere è considerato come un'anticipazione del futuro stile della musica barocca.
Molti studiosi ritengono che egli abbia influito sugli studi del figlio Galileo, spingendolo a allontanarsi dalla matematica pura e astratta e a interessarsi alla sperimentazione, usando una descrizione quantitativa dei risultati attraverso le scienze matematiche, una direzione che è da considerarsi della massima importanza nella storia delle scienze.
Nel 1562, sposò con 100 scudi d'oro di dote Giulia Venturi degli Ammannati di Pescia, con la quale si trasferì a Pisa, dove nel 1564 nacque il primogenito Galileo. L'esatta ubicazione della casa natale del figlio Galileo, è stata controversa negli anni, a casa di un'errata interpretazione dell'atto di battesimo che indicava, senza precisarla, una chiesa dedicata a Sant'Andrea. Attualmente è accettata come ragionevolmente plausibile l'interpretazione che vede in casa Ammannati (residenza dei nonni materni di Galileo), il luogo in cui nacque il primo figlio di Vincenzo..
Nel 1581 Vincenzo Galilei pubblicò a Venezia il Fronimo. Dialogo nel quale si contengono le vere et necessarie regole del intavolare la musica nel liuto, che include anche due composizioni polifoniche di Giovanni Andrea Dragoni e una serie di intavolature per liuto di Francesco Portinaro.

## Opere
- Intavolatvre de lavto di Vincenzo Galileo [sic] fiorentino, madrigali, e ricercate, libro primo, in Roma, per M. Valerio Dorico, l'anno MLXIII (ma 1563)
- Fronimo. Dialogo di Vincentio Galilei fiorentino, nel quale si contengono le vere, Et necessarie regole del Intauolare la Musica nel Liuto, Posto nuouamente in luce, & da ogni errore emendato, in Vinegia, appresso Girolamo Scotto, MDLXVIII (1568)[5]
- Il primo libro de madrigali a quatro at cinque voci di Vincentio Galilei Novamente composti, stampati et dati in luce, Venetia, figliuoli di Antonio Gardano (1574)
- Dialogo di Vincentio Galilei nobile fiorentino della musica antica, et della moderna, in Fiorenza MDLXXXI, appresso Giorgio Marescotti (1581)
  -  Dialogo di Vincentio Galilei... della musica antica, et della moderna, Giorgio Marescotti, Firenze, 1581, su books.google.com.
  -  Vincenzo Galilei, Della musica antica et della moderna, In Fiorenza, Giorgio Marescotti, 1581. URL consultato il 24 giugno 2015.
- Contrapunti a due voci, Firenze (1584)
- Fronimo. Dialogo di Vincentio Galilei nobile fiorentino, sopra l'arte del bene intavolare, et rettamente sonare la musica Negli strumenti artificiali si di corde come di fiato, & in particolare nel Liuto. Nuovamente ristampato, & dall'Autore istesso arrichito, & ornato di nouità di concetti,  & d'essempi, in Vineggia, appresso l'Herede di Girolamo Scotto, MDLXXXIIII (1584)
- Il secondo libro de madrigali a quatro et cinque voci di Vincentio Galilei nobile fiorentino, Venetia, Angelo Gardano (1587)
- Discorso di Vincentio Galilei nobile fiorentino, intorno all'opere di Messer Gioseffo Zarlino da Chioggia, et altri importanti particolari attenenti alla musica. Et al medesimo Messer Gioseffo dedicato, in Fiorenza, appresso Giorgio Marescotti, MDLXXXIX (1589)